# Cryptocoryne cruddasiana
Cryptocoryne cruddasiana là một loài thực vật có hoa trong họ Ráy (Araceae). Loài này được Prain mô tả khoa học đầu tiên năm 1900.